# Casale di Carinola
Casale di Carinola è una frazione del comune di Carinola dista circa 25 km dal capoluogo di provincia, Caserta.
Il borgo sorge alle pendici ovest del vulcano spento di Roccamonfina. La nascita della collina ove è situato Casale è da datarsi geologicamente circa 50 000 anni fa, frutto dell'attività del vulcano.

## Storia
Sin dall'epoca pre-romana, erano presenti sul territorio popolazioni osche e successivamente, con l'espansione a sud della repubblica prima, e dell'impero romano dopo, si insediarono sul luogo gentes romane; l'area era parte dell'ager Falernus (compreso questo, a sua volta, nella più ampia Campania felix), ricco di coltivazioni di viti (il Falerno, varietà faustiano e gaurano) e di "aziende" (casali appunto) di ricchi romani. Lo sviluppo del borgo è strettamente collegato alle vicende storiche della vicina Foro Claudio (odierna Ventaroli) in epoca romana; successivamente, con la caduta dell'impero e con il successivo abbandono di Ventaroli, divenne nei primi secoli dell'anno mille residenza estiva dei Vescovi di Carinola.

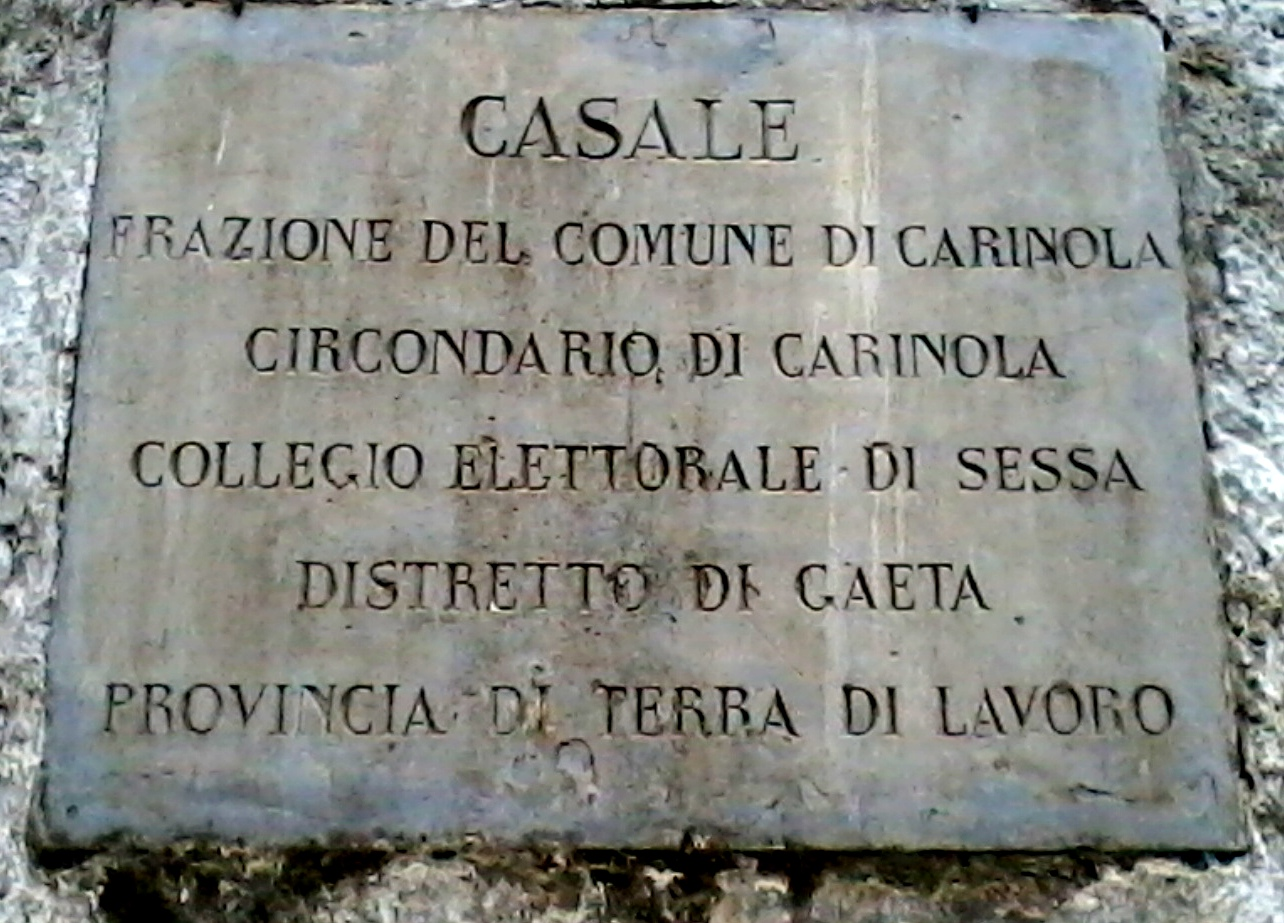
Targa storica

Le sorti dei primigeni "casali" (vignai, casale di mezzo, s.Janni, s. Nicola, vico del rivolo) che formarono il Casale furono pian piano sempre più legate amministrativamente alla città di Carinola, ed al più ampio circondario di Gaeta, in Terra di Lavoro. Nel territorio casalese si insediarono alcune famiglie nobili e gentilizie napoletane, con costruzione di palazzi e con la coltivazione di terreni. Testimonianze di questo passato si ritrovano ancora nella zona, come i resti delle dimore, gli stemmi nobliari, le iscrizioni su lapidi, ecc.
La natura del luogo, ed in particolare la fertile composizione dei terreni di origine vulcanica, il clima temperato in estate e mite in inverno, la presenza di acque sotterranee, la vicinanza con le principali vie di comunicazione (la Via Appia, che collegava Roma a Brindisi passando per la vicinissima antica Capua - Santa Maria Capua Vetere, e la via Domitiana), sono tutti elementi che hanno sempre favorito, appunto sin dall'antichità, l'insediamento di popolazioni sul territorio dedite alla coltivazione ed alla pastorizia. Ancora oggi è fiorente l'attività agricola e infatti, insieme alle coltivazioni viti-vinicole, con pregiate produzioni di vino DOC Falerno del Massico, si sono aggiunte negli anni importanti e notevoli coltivazioni di frutta: pesche, mele, albicocche ed in particolare ciliegie.

## Luoghi d'interesse

### Santuario di Maria Santissima delle Grazie aiuto e sostegno della famiglia

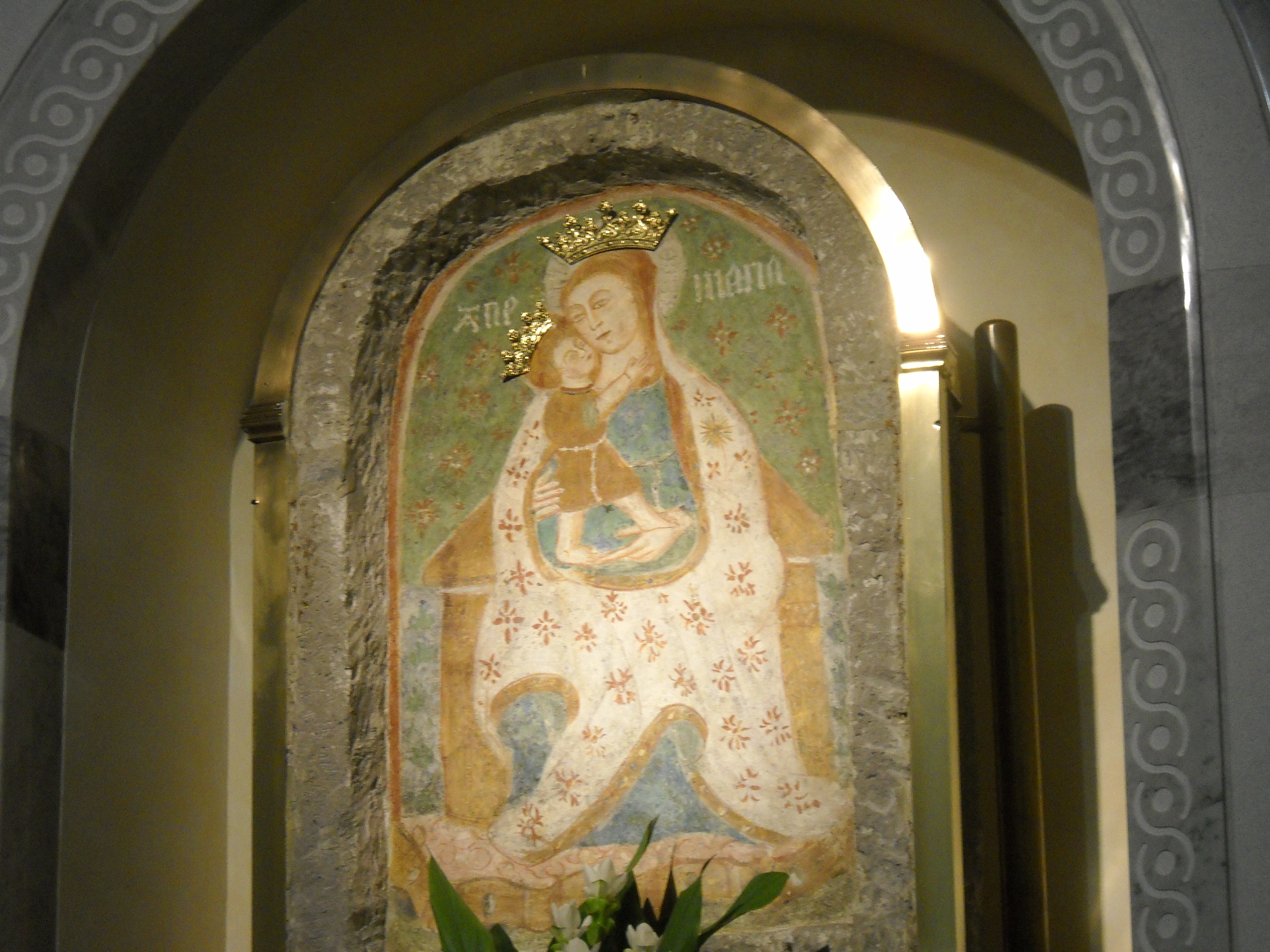
Immagine della Vergine Santissima, venerata a Casale di Carinola

Il Santuario di Maria S.s. delle Grazie - S. Maria a Pisciariello, dove la Madonna delle Grazie apparve intorno al 1600 ad una giovane del luogo, nacque appunto nel XVII secolo; tuttavia, la struttura è probabilmente da retrodatarsi, vista la presenza di affreschi di epoca precedente e di una sacra Icona della Vergine del 1400. Si possono ammirare la cripta ed i suoi scolatoi per la sepoltura dei defunti. Ancora oggi si venera la Sacra icona quattrocentesca e l'avvenimento miracoloso del Seicento, riportando il fatto tra le apparizioni mariane. La chiesetta è stata eretta Santuario il 7 agosto 2017 dal card. Beniamino Stella con il titolo di “S. Maria delle Grazie aiuto e sostegno della famiglia”.
Secondo la tradizione la Vergine sarebbe apparsa ad una giovane del luogo chiamata Antonietta Fava. La giovane veniva mandata dalla matrigna a lavare i panni, fino a notte inoltrata, al ruscello che scorre in fondo al vallone ove ora si trova il Santuario. Una notte accadde che mentre la fanciulla lavava i panni vide arrivare una bellissima Signora che teneva su un braccio un bambino e con l'altra mano reggeva un lume. La Signora rassicurava Antonietta nelle buie notti e, dicendole "bagna e torci", la esortava a lavare i panni, i quali, senza troppo sforzo, tornavano candidi.

### La cappella di San Paolo

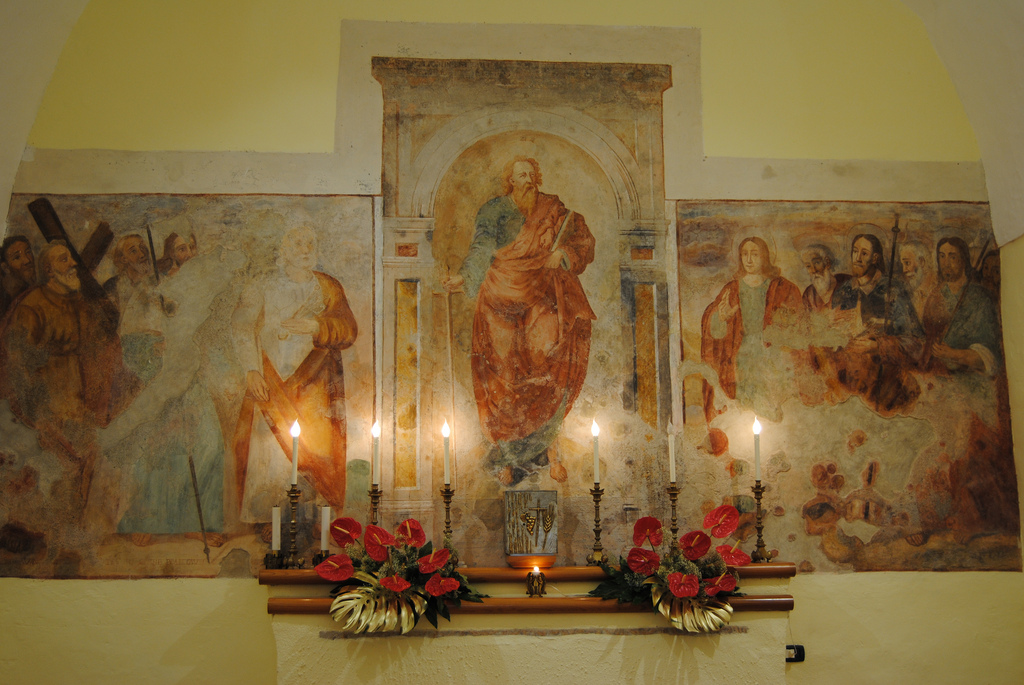
Affresco interno alla cappella di San Paolo Apostolo

San Paolo nel suo ultimo viaggio verso Roma (61 d.C.), sbarcato a Pozzuoli, dimorò qualche giorno in una abitazione presso l'omonima collina, ove attualmente sorge una cappella a navata unica, costruita in tufo locale del XV secolo, pregevolmente affrescata, con ipogeo e resti di strutture romane.

### La Chiesa dei SS. Giovanni e Paolo

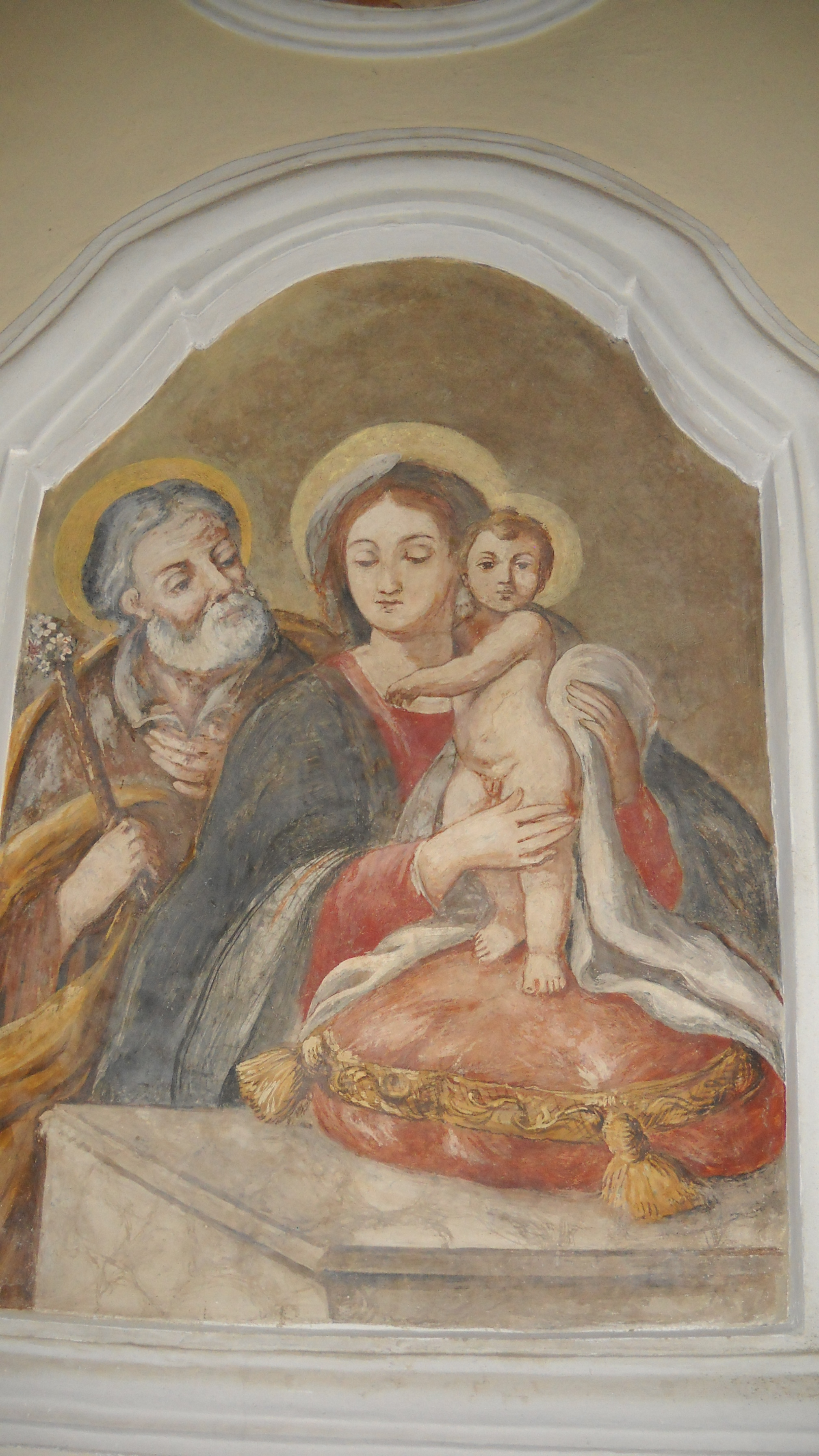
Affresco rappresentante la sacra famiglia nella chiesa dei santi Giovanni e Paolo di Casale di Carinola

Chiesa dei SS. Giovanni e Paolo, di cui l'attuale struttura è risalente al 1600, con interventi migliorativi del 1900, e del 2012;  all'interno sono visibili affreschi del 1400 e del 1600.

### La cappella di Santa Lucia
Situata a meno di 1 km dal centro del paese, e a circa 500 m dalle ultime abitazioni, si trova in direzione Sud sulla strada che porta a Croce di Casale, la piccola cappella dedicata al culto di Santa Lucia.
Eretta su un fondo privato, questa Cappella gentilizia e votiva venne fatta costruire ai primi del XIX secolo per adempiere un voto fatto alla Santa in occasione di una disgrazia occorsa a un rampollo di una famiglia nobiliare, quando, vittima di un incidente provocato da un cavallo, costui rischiò di perdere la vista.

### La storia dell'apparizione Mariana

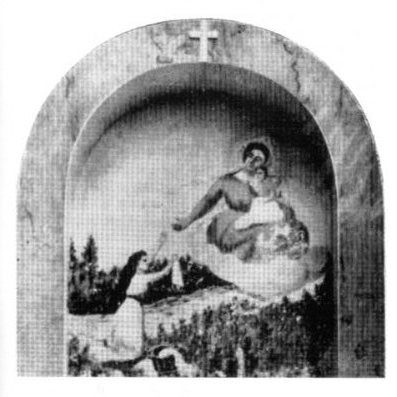
Lunetta raffigurante la scena dell'apparizione

«BAGNA E TORCI… BAGNA E TORCI!»: è con queste parole che nel XVII secolo, secondo la tradizione, la Beata Vergine Maria Santissima delle Grazie esortava Antonietta Fava, una giovinetta dei Vignai, quartiere di Casale di Carinola, a risciacquare con poca fatica tutti i panni che le faccende domestiche le imponevano di lavare; mansioni affidatele dalla matrigna, benché fosse una bambina di appena dodici anni.
Ed è proprio mentre attendeva a queste incombenze presso il ruscello che scorreva a S. Maria a Pisciariello (estremo lembo nord di Casale, allora zona periferica) che una “dolce Signora”, così ebbe modo di definirla ella stessa in un primo momento, armata solo di un lumicino che le illuminava la strada dinanzi a sé, cominciò a farle compagnia, alleviandole la fatica con la sua presenza e l'incitamento «Bagna e torci… Bagna e torci, figlia mia!». La “dolce Signora” si palesò e dichiarò la propria volontà con queste parole: «Bramo in questo luogo dove ora è la mie effigie, una chiesa, affinché riverita da quel popolo con più decoro abbia io maggior motivo di far loro sperimentare gli effetti della mia sovrana protezione» (dallo Zodiaco di Maria, opera di padre Serafino Montorio, 1715).
L'apparizione ebbe l'imprimatur ufficiale con l'incoronazione che ebbe luogo con solenne cerimonia il 7 agosto 1960.

## Cultura

### Istruzione
Sono presenti sul territorio:
- Scuola dell'Infanzia Maria S.s. delle Grazie
- Scuola Elementare Campo Falerno

### Cucina

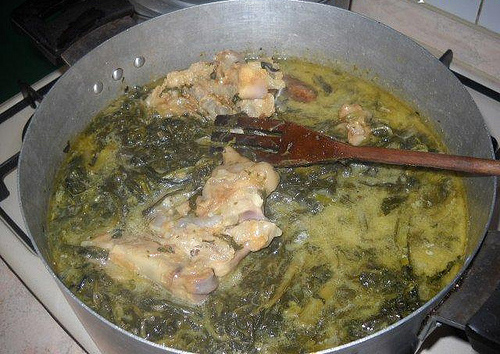
Tipica minestra casalese con maiale e cicoria

- Minestra; versione casalese della minestra maritata preparata per il giorno di Pasqua, è composta da bollito di verdure, broccoli, cicorie, unitamente alle parti grasse del maiale: piedi, orecchie, coda, muso. Era anticamente il pranzo di Pasqua molto ricco di calorie che andava di fatto a compensare il periodo di magro della quaresima

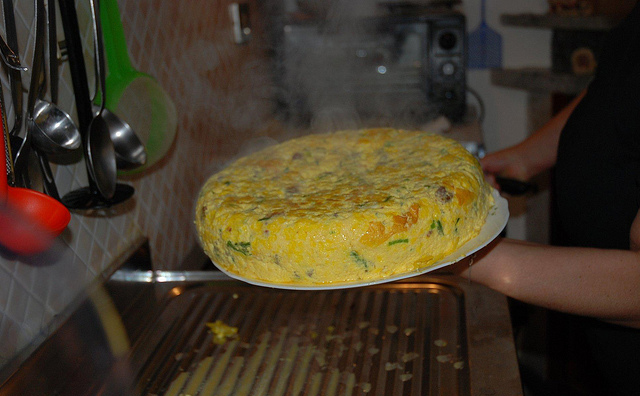
La Frittata di Pasqua

- Frittata di Pasqua, cucinata con uova, da un minimo di trenta (anche se c'è chi arriva a 50-100-addirittura 200), salsiccia, formaggio, e impreziosita da erba e odori quali: asparagi, prezzemolo, cime di spine, nepetella, vitigaggia, verze di aglio.

### Eventi
- 24-25 gennaio, festività del Santo Patrono San Paolo Apostolo. Il 24 gennaio, in ricordo del passaggio dell'Apostolo delle Genti San Paolo Apostolo, sulla collinetta a lui intitolata c'è la distribuzione di "lupini" (chiamati anche salatielli) e vino in ricordo degli alimenti offerti al Santo viandante dai contadini locali. La vera e propria festa si tiene il giorno dopo, il 25 gennaio, con la discesa dell'icona del Santo Patrono che è stata portata lì a spalle il giorno precedente. Alla fine della giornata vengono sparati dei fuochi pirotecnici.

- Martedì in Albis, solenne celebrazione presso il Santuario S. Maria a Pisciariello e festeggiamenti in onore di Maria S.s. delle Grazie, in memoria della prima apparizione della Vergine alla giovinetta Antonietta Fava, che secondo alcune fonti e la tradizione popolare avvenne proprio in questa giornata. Storicamente infatti, i festeggiamenti solenni avvenivano in questa giornata, ma successivamente al 1960, con l'incoronazione della Sacra Icona, la festa in onore di Maria fu spostata alla prima settimana d'agosto.

- 7 agosto, ricorrenza dell'anniversario dell'incoronazione di Maria SS delle Grazie. Nel primo fine settimana si tiene la cosiddetta Festa d'agosto, in ricordo dell'incoronazione dell'effigie della Beata Vergine Maria delle Grazie avvenuta il 7 agosto 1960, con una fiaccolata.

- Festa della vendemmia, si tiene in genere nell'ultima decade di settembre.

## Infrastrutture e trasporti

### Strade
S.S. Appia; Autostrada Napoli-Roma uscita di Capua (circa 15 km).

### Ferrovie
Ferrovia Napoli-Roma via Formia, stazione di Carinola (circa 13,5 km);
Ferrovia Napoli-Roma via Cassino-Caserta, stazione di Teano (circa 10 km).

## Galleria d'immagini

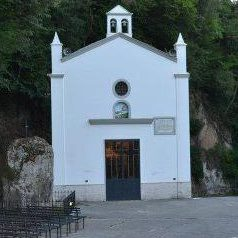
Vista della Cappella di Maria SS delle Grazie
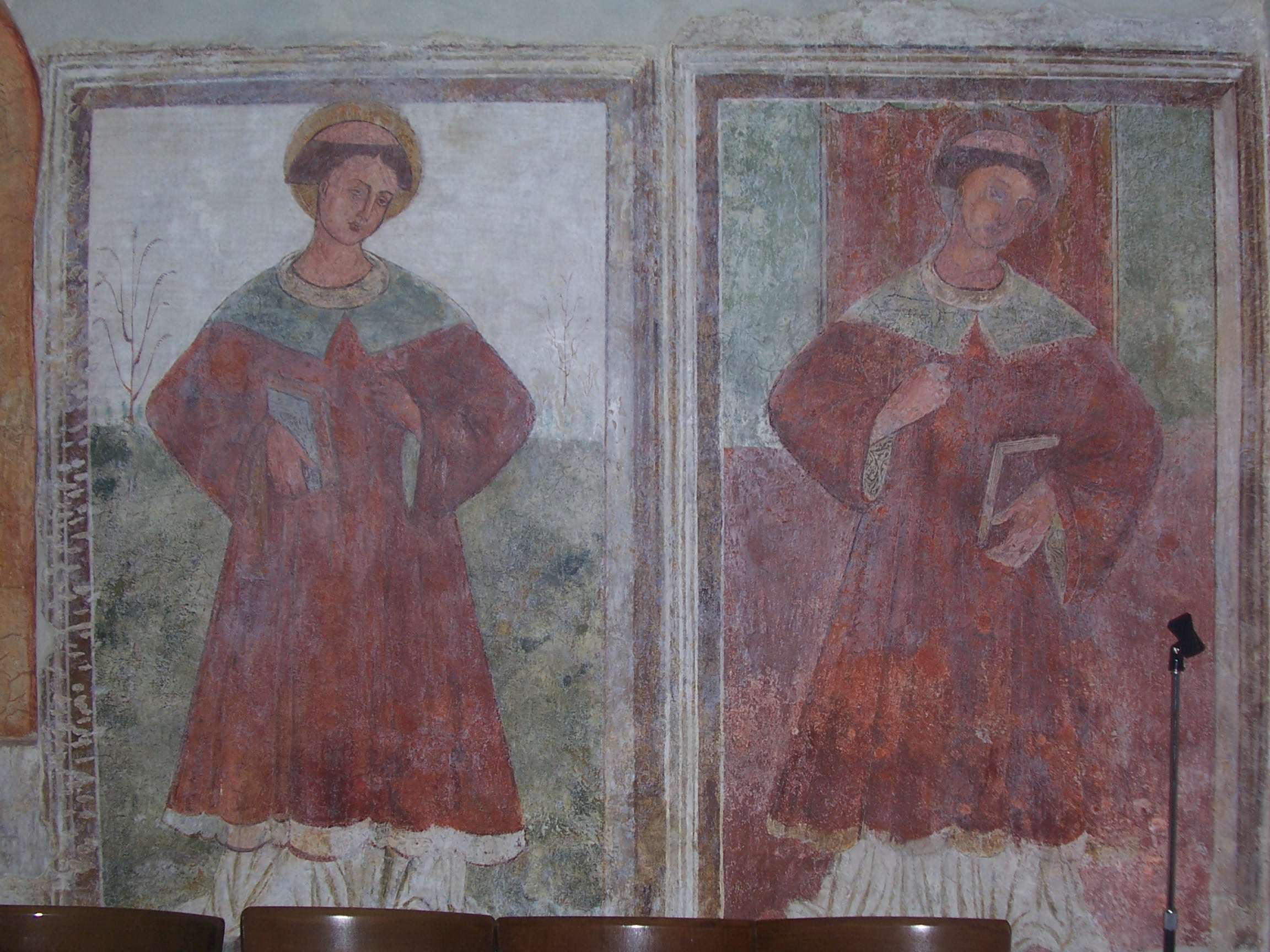
Affresco presente all'interno della cappella di Maria SS delle Grazie
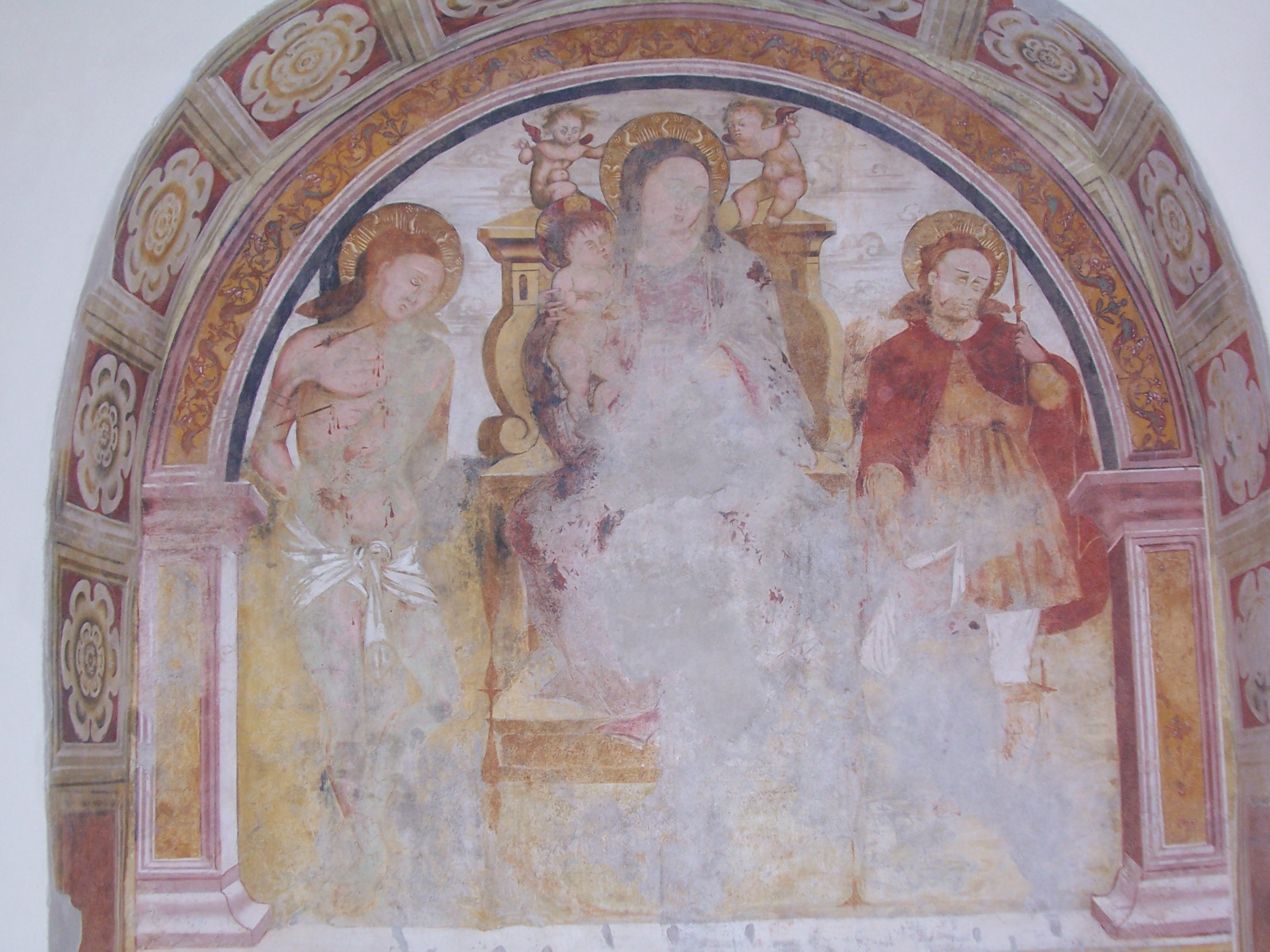
Affresco presente all'interno della cappella di Maria SS delle Grazie
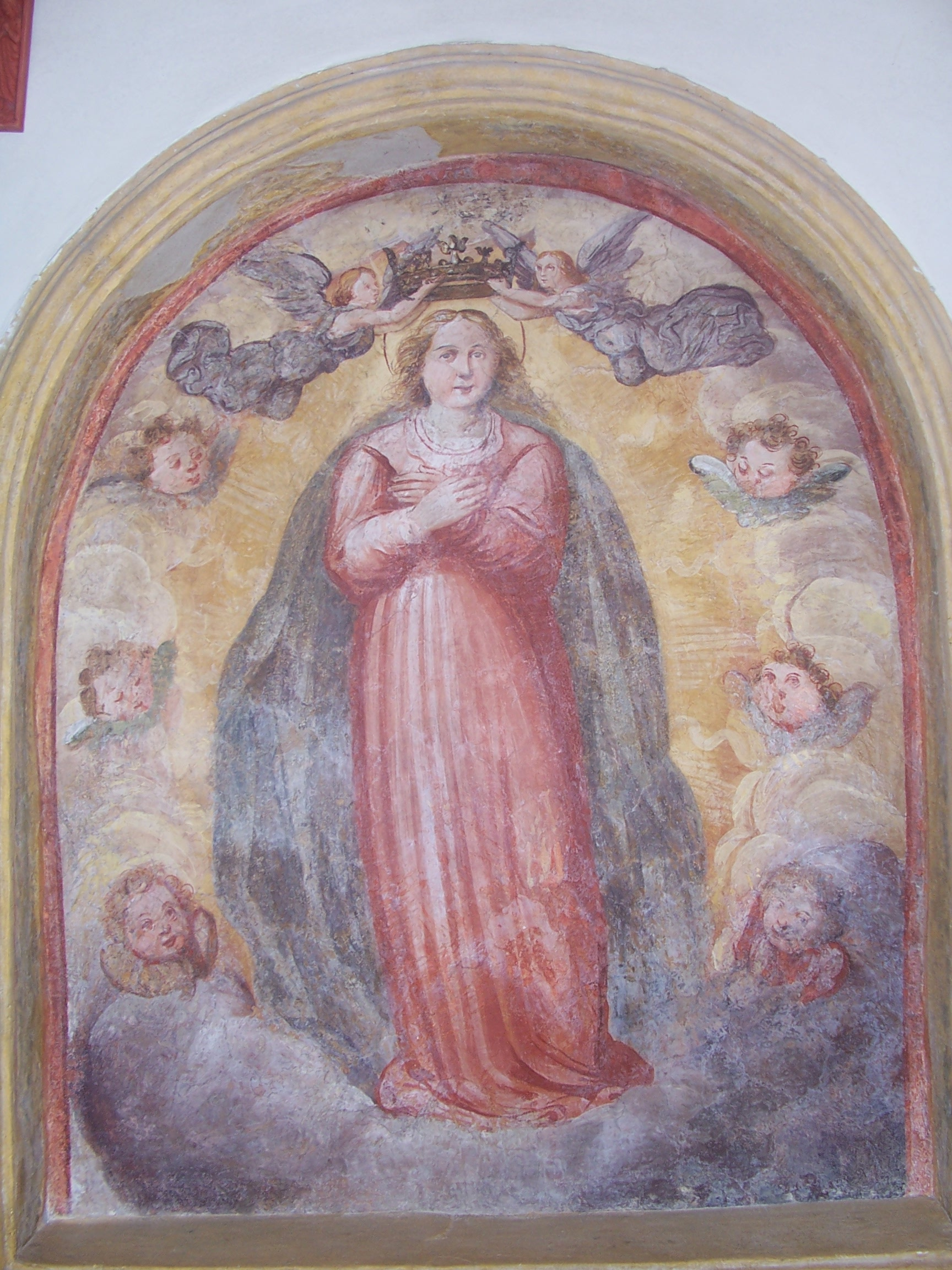
Affresco presente all'interno della cappella di Maria SS delle Grazie